# 살인 수첩 (1966년 영화)
살인 수첩은 한국에서 제작된 장일호 감독의 1966년 영화이다. 남궁원 등이 주연으로 출연하였고 박원석 등이 제작에 참여하였다.

## 출연

### 주연
- 남궁원
- 남정임
- 김동원
- 이대엽

## 제작진
- 조명: 김강일
- 미술: 박석인